# Игри с ръце
Игрите с ръце са игри, които се играят само с ръцете на играчите. Те съществуват в различни култури в международен план и представляват интерес за академичните изследвания в областта на етномузикологията и музикалното образование. Игрите с ръце се използват за преподаване на умения за музикална грамотност и социално-емоционално обучение в началните музикални класни стаи в международен план. Особено популярни са категорията игри с пляскане.

## Популярни игри с ръце
- Ашик
- Борба с палци
- Дай, бабо, огънче
- Игра с нож
- Игри с пляскане
- Камък, ножица, хартия
  - ези-тура с пръсти (съответно един и два)
- Морски шах
- Пържолки

## Галерия
- Детска игра с пляскане
- Игра с палци
- Игра с нож